# Вівнянська сільська рада
Вівнянська сільська рада — орган місцевого самоврядування у Стрийському районі Львівської області. Адміністративний центр — село Вівня.

## Загальні відомості
Водоймища на території, підпорядкованій даній раді: річка Вівнянка.

## Населені пункти
Сільській раді підпорядковані населені пункти:
- с. Вівня

## Склад ради
Рада складається з 12 депутатів та голови.

### Керівний склад попередніх скликань
| ПІБ                       | Основні відомості                                                               | Дата обрання | Дата звільнення |
| ------------------------- | ------------------------------------------------------------------------------- | ------------ | --------------- |
| Жемевко Богдан Васильович | Сільський голова, 1947 року народження, безпартійний                            | 26.03.2006   | 31.10.2010      |
| Бегей Роман Степанович    | Сільський голова, 1966 року народження, освіта середня спеціальна, безпартійний | 19.06.2011   |                 |

Примітка: таблиця складена за даними джерела